# Championnat d'Afrique des nations de football 2018
Navigation
Rwanda 2016 Cameroun 2020
Le Championnat d'Afrique des nations de football 2018 est une compétition de football qui se dispute au Maroc du 13 janvier au 4 février 2018, organisée par la Confédération africaine de football (CAF). Il s'agit de la cinquième édition du Championnat d'Afrique des nations de football (CHAN) qui met en compétition les 16 meilleures équipes africaines locales réparties en quatre poules de quatre équipes. Cette compétition est réservée aux joueurs évoluant en club sur le continent africain.
La compétition est remportée par le Maroc qui bat en finale le Nigeria sur le score de 4 buts à 0. Le Soudan termine troisième.

## Qualifications
Les qualifications du Championnat d'Afrique des nations s'effectuent par zone. La compétition devait se dérouler initialement au Kenya mais l'organisation lui a été retirée car le pays n'étant pas apte. Ainsi, le Maroc a été élu pays hôte du tournoi après vote avec deux autres candidats : la Guinée Équatoriale et l'Éthiopie. Mais avant qu'on ne retire la compétition au Kenya, le Maroc avait disputé les éliminatoires en éliminant l'Égypte. Cette dernière fut d’abord repêchée mais a décliné. La CAF a organisé un barrage de repêchage dans la confédération régionale du Kenya, la CECAFA, pour désigner le dernier pays qualifié. Il oppose l'Éthiopie au Rwanda, les deux équipes éliminées au troisième et a priori dernier tour.
- Zone Nord - Zone 1 : Deux qualifiés parmi quatre équipes à la suite d'un seul tour.
- Zone Ouest A - Zone 2 : deux qualifiés parmi huit équipes en deux tours ;
- Zone Ouest B - Zone 3 : trois qualifiés parmi sept équipes en deux tours ;
- Zone centrale - Zone 4 : trois qualifiés parmi six équipes en trois tours ;
- Zone Centre-Est - Zone 5 : trois qualifiés parmi neuf équipes en trois tours plus un barrage.
- Zone Sud - Zone 6 : trois qualifiés parmi 17 équipes en trois tours.

### Équipes qualifiées
| Zone            | Équipe             |
| --------------- | ------------------ |
| Zone Nord       | Maroc (Pays hôte)  |
| Zone Nord       | Libye              |
| Zone Ouest A    | Guinée             |
| Zone Ouest A    | Mauritanie         |
| Zone Ouest B    | Burkina Faso       |
| Zone Ouest B    | Côte d'Ivoire      |
| Zone Ouest B    | Nigeria            |
| Zone centrale   | Cameroun           |
| Zone centrale   | Congo              |
| Zone centrale   | Guinée équatoriale |
| Zone Centre-Est | Ouganda            |
| Zone Centre-Est | Soudan             |
| Zone Centre-Est | Rwanda             |
| Zone Sud        | Angola             |
| Zone Sud        | Namibie            |
| Zone Sud        | Zambie             |

## Villes et stades
Le nombre de stades pour la compétition est de 4, répartis en 4 villes. Il s'agit du Stade Ibn-Batouta à Tanger, du Complexe Sportif Mohammed V à Casablanca, du Grand Stade de Marrakech à Marrakech et du Stade Adrar à Agadir.
| Tanger            | Casablanca                  | Marrakech                | Agadir            |
| ----------------- | --------------------------- | ------------------------ | ----------------- |
| Stade Ibn-Batouta | Complexe Sportif Mohammed V | Grand Stade de Marrakech | Stade Adrar       |
|                   |                             |                          |                   |
| Capacité : 45 000 | Capacité : 67 000           | Capacité : 45 240        | Capacité : 45 480 |

## Groupes

### Tirage au sort
Le tirage au sort de l'édition 2018 du Championnat d'Afrique des nations de football (CHAN), organisé par le Maroc, a eu lieu le 17 novembre 2017 à Rabat.
Les chapeaux sont les suivants :
| Chapeau 1                        | Chapeau 2                      | Chapeau 3                   | Chapeau 4                                          |
| -------------------------------- | ------------------------------ | --------------------------- | -------------------------------------------------- |
| Maroc Angola Côte d'Ivoire Libye | Cameroun Guinée Nigeria Zambie | Congo Ouganda Rwanda Soudan | Burkina Faso Guinée équatoriale Mauritanie Namibie |

Voici la liste des groupes à la suite du tirage au sort du 17 novembre 2017.
| Groupe A                               | Groupe B                                     | Groupe C                                        | Groupe D                                   |
| -------------------------------------- | -------------------------------------------- | ----------------------------------------------- | ------------------------------------------ |
| - Maroc - Guinée - Soudan - Mauritanie | - Côte d'Ivoire - Zambie - Ouganda - Namibie | - Libye - Nigeria - Rwanda - Guinée équatoriale | - Angola - Cameroun - Congo - Burkina Faso |

### Règlement
En cas d’égalité de points entre deux équipes ou plus, au terme des matches de
groupe, les équipes sont départagées selon les critères successifs suivants:
- le plus grand nombre de points obtenus lors des rencontres entre les équipes en question
- la meilleure différence de buts lors des rencontres entre les équipes en question
- le plus grand nombre de buts marqués dans les matchs de groupe entre les équipes concernées
- la différence de buts sur l’ensemble des parties disputées dans le groupe
- le plus grand nombre de buts marqués sur l’ensemble des matches du groupe
- le classement fair-play
- un tirage au sort effectué par la CAF

### Groupe A
| Rang | Équipe     | Pts | J | G | N | P | Bp | Bc | Diff |
| ---- | ---------- | --- | - | - | - | - | -- | -- | ---- |
| 1    | Maroc      | 7   | 3 | 2 | 1 | 0 | 7  | 1  | +6   |
| 2    | Soudan     | 7   | 3 | 2 | 1 | 0 | 3  | 1  | +2   |
| 3    | Guinée     | 3   | 3 | 1 | 0 | 2 | 3  | 5  | -2   |
| 4    | Mauritanie | 0   | 3 | 0 | 0 | 3 | 0  | 6  | -6   |

     Équipe qualifiée ou victorieuse; Pts = points; J = joués; G = gagnés; N = nuls; P = perdus;

Bp = buts pour; Bc = buts contre; Diff = différence de buts
| 1re journée                 | Maroc                                           | 4 - 0   | Mauritanie | Stade Mohammed-V (Casablanca)                  |                                                |
| 13 janvier 2018 19h30 (UTC) | El Kaabi 66e 80e · Haddad 72e · Bencharki 90+2e | (0 - 0) |            | Spectateurs : 39 000 Arbitrage : Janny Sikazwe | Spectateurs : 39 000 Arbitrage : Janny Sikazwe |
| 13 janvier 2018 19h30 (UTC) | Rapport                                         |         |            | Spectateurs : 39 000 Arbitrage : Janny Sikazwe | Spectateurs : 39 000 Arbitrage : Janny Sikazwe |

| 14 janvier 2018 | Guinée        | 1 - 2   | Soudan                | Stade Mohammed-V (Casablanca)                              |                                                            |
| 14h30 (UTC)     | Camara S. 55e | (0 - 1) | 19e Omer · 75e Bakhit | Spectateurs : 2 000 Arbitrage : Helder Martins de Carvalho | Spectateurs : 2 000 Arbitrage : Helder Martins de Carvalho |
| 14h30 (UTC)     | Rapport       |         |                       | Spectateurs : 2 000 Arbitrage : Helder Martins de Carvalho | Spectateurs : 2 000 Arbitrage : Helder Martins de Carvalho |

| 2e journée                  | Maroc                | 3 - 1   | Guinée      | Stade Mohammed-V (Casablanca)                   |                                                 |
| 17 janvier 2018 16h30 (UTC) | El Kaabi 27e 65e 69e | (1 - 1) | 28e Bissiri | Spectateurs : 55 000 Arbitrage : Abou Coulibaly | Spectateurs : 55 000 Arbitrage : Abou Coulibaly |
| 17 janvier 2018 16h30 (UTC) | Rapport              |         |             | Spectateurs : 55 000 Arbitrage : Abou Coulibaly | Spectateurs : 55 000 Arbitrage : Abou Coulibaly |

| 17 janvier 2018 | Soudan          | 1 - 0   | Mauritanie | Stade Mohammed-V (Casablanca)               |                                             |
| 19h30 (UTC)     | Walaa Eldin 30e | (1 - 0) |            | Spectateurs : 5 000 Arbitrage : Sadok Selmi | Spectateurs : 5 000 Arbitrage : Sadok Selmi |
| 19h30 (UTC)     | Rapport         |         |            | Spectateurs : 5 000 Arbitrage : Sadok Selmi | Spectateurs : 5 000 Arbitrage : Sadok Selmi |

| 3e journée                  | Soudan  | 0 - 0 | Maroc | Stade Mohammed-V (Casablanca)                              |                                                            |
| 21 janvier 2018 19h00 (UTC) |         |       |       | Spectateurs : 55 000 Arbitrage : Jean-Jacques Ndala Ngambo | Spectateurs : 55 000 Arbitrage : Jean-Jacques Ndala Ngambo |
| 21 janvier 2018 19h00 (UTC) | Rapport |       |       | Spectateurs : 55 000 Arbitrage : Jean-Jacques Ndala Ngambo | Spectateurs : 55 000 Arbitrage : Jean-Jacques Ndala Ngambo |

| 21 janvier 2018 | Mauritanie | 0 - 1   | Guinée      | Grand stade de Marrakech (Marrakech)           |                                                |
| 19h00 (UTC)     |            | (0 - 1) | 15e Sankhon | Spectateurs : 8 000 Arbitrage : Jackson Pavaza | Spectateurs : 8 000 Arbitrage : Jackson Pavaza |
| 19h00 (UTC)     | Rapport    |         |             | Spectateurs : 8 000 Arbitrage : Jackson Pavaza | Spectateurs : 8 000 Arbitrage : Jackson Pavaza |

### Groupe B
| Rang | Équipe        | Pts | J | G | N | P | Bp | Bc | Diff |
| ---- | ------------- | --- | - | - | - | - | -- | -- | ---- |
| 1    | Zambie        | 7   | 3 | 2 | 1 | 0 | 6  | 2  | +4   |
| 2    | Namibie       | 7   | 3 | 2 | 1 | 0 | 3  | 1  | +2   |
| 3    | Ouganda       | 1   | 3 | 0 | 1 | 2 | 1  | 4  | -3   |
| 4    | Côte d'Ivoire | 1   | 3 | 0 | 1 | 2 | 0  | 3  | -3   |

     Équipe qualifiée ou victorieuse; Pts = points; J = joués; G = gagnés; N = nuls; P = perdus;

Bp = buts pour; Bc = buts contre; Diff = différence de buts
| 1re journée                 | Côte d'Ivoire | 0 - 1   | Namibie     | Grand stade de Marrakech (Marrakech)                  |                                                       |
| 14 janvier 2018 16h30 (UTC) |               | (0 - 0) | 92e Hambira | Spectateurs : 8 000 Arbitrage : Noureddine El Jaafari | Spectateurs : 8 000 Arbitrage : Noureddine El Jaafari |
| 14 janvier 2018 16h30 (UTC) | Rapport       |         |             | Spectateurs : 8 000 Arbitrage : Noureddine El Jaafari | Spectateurs : 8 000 Arbitrage : Noureddine El Jaafari |

| 14 janvier 2018 | Zambie                                  | 3 - 1   | Ouganda      | Grand stade de Marrakech (Marrakech)              |                                                   |
| 19h30 (UTC)     | Kambole 38e · Mulenga 63e · Kapumbu 71e | (1 - 1) | 40e Nsibambi | Spectateurs : 1 000 Arbitrage : Mehdi Abid Charef | Spectateurs : 1 000 Arbitrage : Mehdi Abid Charef |
| 19h30 (UTC)     | Rapport                                 |         |              | Spectateurs : 1 000 Arbitrage : Mehdi Abid Charef | Spectateurs : 1 000 Arbitrage : Mehdi Abid Charef |

| 2e journée                  | Côte d'Ivoire | 0 - 2   | Zambie         | Grand stade de Marrakech (Marrakech)                           |                                                                |
| 18 janvier 2018 16h30 (UTC) |               | (0 - 1) | 8e 74e Mulenga | Spectateurs : 15 000 Arbitrage : Hamada El Moussa Nampiandraza | Spectateurs : 15 000 Arbitrage : Hamada El Moussa Nampiandraza |
| 18 janvier 2018 16h30 (UTC) | Rapport       |         |                | Spectateurs : 15 000 Arbitrage : Hamada El Moussa Nampiandraza | Spectateurs : 15 000 Arbitrage : Hamada El Moussa Nampiandraza |

| 18 janvier 2018 | Ouganda | 0 - 1   | Namibie     | Grand stade de Marrakech (Marrakech)                |                                                     |
| 19h30 (UTC)     |         | (0 - 0) | 92e Nekundi | Spectateurs : 4 500 Arbitrage : Ibrahim Nour El Din | Spectateurs : 4 500 Arbitrage : Ibrahim Nour El Din |

| 3e journée                  | Ouganda | 0 - 0 | Côte d'Ivoire | Grand stade de Marrakech (Marrakech)                       |                                                            |
| 22 janvier 2018 19h00 (UTC) |         |       |               | Spectateurs : 8 000 Arbitrage : Helder Martins de Carvalho | Spectateurs : 8 000 Arbitrage : Helder Martins de Carvalho |
| 22 janvier 2018 19h00 (UTC) | Rapport |       |               | Spectateurs : 8 000 Arbitrage : Helder Martins de Carvalho | Spectateurs : 8 000 Arbitrage : Helder Martins de Carvalho |

| 22 janvier 2018 | Namibie      | 1 - 1   | Zambie      | Stade Mohammed-V (Casablanca)                    |                                                  |
| 19h00 (UTC)     | Limbondi 13e | (1 - 1) | 34e Kambole | Spectateurs : 4 000 Arbitrage : Louis Hakizimana | Spectateurs : 4 000 Arbitrage : Louis Hakizimana |
| 19h00 (UTC)     | Rapport      |         |             | Spectateurs : 4 000 Arbitrage : Louis Hakizimana | Spectateurs : 4 000 Arbitrage : Louis Hakizimana |

### Groupe C
| Rang | Équipe             | Pts | J | G | N | P | Bp | Bc | Diff |
| ---- | ------------------ | --- | - | - | - | - | -- | -- | ---- |
| 1    | Nigeria            | 7   | 3 | 2 | 1 | 0 | 4  | 1  | +3   |
| 2    | Libye              | 6   | 3 | 2 | 0 | 1 | 4  | 1  | +3   |
| 3    | Rwanda             | 4   | 3 | 1 | 1 | 1 | 1  | 1  | 0    |
| 4    | Guinée équatoriale | 0   | 3 | 0 | 0 | 3 | 1  | 7  | -6   |

     Équipe qualifiée ou victorieuse; Pts = points; J = joués; G = gagnés; N = nuls; P = perdus;

Bp = buts pour; Bc = buts contre; Diff = différence de buts
| 1re journée                 | Libye                         | 3 - 0   | Guinée équatoriale | Stade Ibn-Batouta (Tanger)                       |                                                  |
| 15 janvier 2018 16h30 (UTC) | Taher 12e 17e · Al Harash 87e | (2 - 0) |                    | Spectateurs : 20 000 Arbitrage : Mahamadou Keita | Spectateurs : 20 000 Arbitrage : Mahamadou Keita |
| 15 janvier 2018 16h30 (UTC) | Rapport                       |         |                    | Spectateurs : 20 000 Arbitrage : Mahamadou Keita | Spectateurs : 20 000 Arbitrage : Mahamadou Keita |

| 15 janvier 2018 | Nigeria | 0 - 0 | Rwanda | Stade Ibn-Batouta (Tanger)                   |                                              |
| 19h30 (UTC)     |         |       |        | Spectateurs : 4 000 Arbitrage : Victor Gomes | Spectateurs : 4 000 Arbitrage : Victor Gomes |
| 19h30 (UTC)     | Rapport |       |        | Spectateurs : 4 000 Arbitrage : Victor Gomes | Spectateurs : 4 000 Arbitrage : Victor Gomes |

| 2e journée                  | Libye   | 0 - 1   | Nigeria    | Stade Ibn-Batouta (Tanger)                        |                                                   |
| 19 janvier 2018 16h30 (UTC) |         | (0 - 0) | 79e Faleye | Spectateurs : 37 000 Arbitrage : Mustapha Ghorbal | Spectateurs : 37 000 Arbitrage : Mustapha Ghorbal |
| 19 janvier 2018 16h30 (UTC) | Rapport |         |            | Spectateurs : 37 000 Arbitrage : Mustapha Ghorbal | Spectateurs : 37 000 Arbitrage : Mustapha Ghorbal |

| 19 janvier 2018 | Rwanda    | 1 - 0   | Guinée équatoriale | Stade Ibn-Batouta (Tanger)                            |                                                       |
| 19h30 (UTC)     | Manzi 67e | (0 - 0) |                    | Spectateurs : 9 000 Arbitrage : Daniel Nii Ayi Laryea | Spectateurs : 9 000 Arbitrage : Daniel Nii Ayi Laryea |
| 19h30 (UTC)     | Rapport   |         |                    | Spectateurs : 9 000 Arbitrage : Daniel Nii Ayi Laryea | Spectateurs : 9 000 Arbitrage : Daniel Nii Ayi Laryea |

| 3e journée                  | Rwanda | 0 - 1   | Libye        | Stade Ibn-Batouta (Tanger)                             |                                                        |
| 23 janvier 2018 19h00 (UTC) |        | (0 - 0) | 94e Abushnaf | Spectateurs : 25 000 Arbitrage : Noureddine El Jaafari | Spectateurs : 25 000 Arbitrage : Noureddine El Jaafari |

| 23 janvier 2018 | Guinée équatoriale | 1 - 3   | Nigeria                                     | Stade Adrar (Agadir)                            |                                                 |
| 19h00 (UTC)     | Eyama Nsi 40e      | (1 - 0) | 54e Okpotu · 69e Solomon · 83e (pen.) Rabiu | Spectateurs : 10 000 Arbitrage : Abou Coulibaly | Spectateurs : 10 000 Arbitrage : Abou Coulibaly |

### Groupe D
| Rang | Équipe       | Pts | J | G | N | P | Bp | Bc | Diff |
| ---- | ------------ | --- | - | - | - | - | -- | -- | ---- |
| 1    | Congo        | 7   | 3 | 2 | 1 | 0 | 3  | 0  | +3   |
| 2    | Angola       | 5   | 3 | 1 | 2 | 0 | 1  | 0  | +1   |
| 3    | Burkina Faso | 2   | 3 | 0 | 2 | 1 | 1  | 3  | -2   |
| 4    | Cameroun     | 1   | 3 | 0 | 1 | 2 | 1  | 3  | -2   |

     Équipe qualifiée ou victorieuse; Pts = points; J = joués; G = gagnés; N = nuls; P = perdus;

Bp = buts pour; Bc = buts contre; Diff = différence de buts
| 1re journée                 | Angola  | 0 - 0 | Burkina Faso | Stade Adrar (Agadir)                                  |                                                       |
| 16 janvier 2018 16h30 (UTC) |         |       |              | Spectateurs : 8 000 Arbitrage : Bamlak Tessema Weyesa | Spectateurs : 8 000 Arbitrage : Bamlak Tessema Weyesa |
| 16 janvier 2018 16h30 (UTC) | Rapport |       |              | Spectateurs : 8 000 Arbitrage : Bamlak Tessema Weyesa | Spectateurs : 8 000 Arbitrage : Bamlak Tessema Weyesa |

| 16 janvier 2018 | Cameroun | 0 - 1   | Congo               | Stade Adrar (Agadir)                          |                                               |
| 19h30 (UTC)     |          | (0 - 0) | 73e (pen.) Makiesse | Spectateurs : 20 000 Arbitrage : Gehad Grisha | Spectateurs : 20 000 Arbitrage : Gehad Grisha |
| 19h30 (UTC)     | Rapport  |         |                     | Spectateurs : 20 000 Arbitrage : Gehad Grisha | Spectateurs : 20 000 Arbitrage : Gehad Grisha |

| 2e journée                  | Angola         | 1 - 0   | Cameroun | Stade Adrar (Agadir)                             |                                                  |
| 20 janvier 2018 16h30 (UTC) | Job 29e (pen.) | (1 - 0) |          | Spectateurs : 10 000 Arbitrage : Maguette Ndiaye | Spectateurs : 10 000 Arbitrage : Maguette Ndiaye |

| 20 janvier 2018 | Congo                     | 2 - 0   | Burkina Faso | Stade Adrar (Agadir)                                       |                                                            |
| 19h30 (UTC)     | Bakoua 67e · Bidimbou 92e | (0 - 0) |              | Spectateurs : 10 000 Arbitrage : Pacifique Ndabihawenimana | Spectateurs : 10 000 Arbitrage : Pacifique Ndabihawenimana |
| 19h30 (UTC)     | Rapport                   |         |              | Spectateurs : 10 000 Arbitrage : Pacifique Ndabihawenimana | Spectateurs : 10 000 Arbitrage : Pacifique Ndabihawenimana |

| 3e journée                  | Congo   | 0 - 0 | Angola | Stade Adrar (Agadir)         |                              |
| 24 janvier 2018 19h00 (UTC) |         |       |        | Arbitrage : Mustapha Ghorbal | Arbitrage : Mustapha Ghorbal |
| 24 janvier 2018 19h00 (UTC) | Rapport |       |        | Arbitrage : Mustapha Ghorbal | Arbitrage : Mustapha Ghorbal |

| 24 janvier 2018 | Burkina Faso | 1 - 1   | Cameroun      | Stade Ibn-Batouta (Tanger) |                          |
| 19h00 (UTC)     | Sylla 43e    | (1 - 0) | 52e Moussombo | Arbitrage : Victor Gomes   | Arbitrage : Victor Gomes |

## Phase finale
|  | Quarts de finale                           | Quarts de finale                           | Quarts de finale                           | Quarts de finale                           |        |        | Demi-finales                               | Demi-finales                               | Demi-finales                               | Demi-finales                               |                                          |                                          | Finale                                    | Finale                                    | Finale                                    | Finale                                    |
|  |                                            |                                            |                                            |                                            |        |        |                                            |                                            |                                            |                                            |                                          |                                          |                                           |                                           |                                           |                                           |
|  | 27 janvier 2018 à Casablanca - 16h30 (UTC) | 27 janvier 2018 à Casablanca - 16h30 (UTC) | 27 janvier 2018 à Casablanca - 16h30 (UTC) | 27 janvier 2018 à Casablanca - 16h30 (UTC) |        |        | 31 janvier 2018 à Casablanca - 16h30 (UTC) | 31 janvier 2018 à Casablanca - 16h30 (UTC) | 31 janvier 2018 à Casablanca - 16h30 (UTC) | 31 janvier 2018 à Casablanca - 16h30 (UTC) |                                          |                                          | 4 février 2018 à Casablanca - 19h00 (UTC) | 4 février 2018 à Casablanca - 19h00 (UTC) | 4 février 2018 à Casablanca - 19h00 (UTC) | 4 février 2018 à Casablanca - 19h00 (UTC) |
|  | 27 janvier 2018 à Casablanca - 16h30 (UTC) | 27 janvier 2018 à Casablanca - 16h30 (UTC) | 27 janvier 2018 à Casablanca - 16h30 (UTC) | 27 janvier 2018 à Casablanca - 16h30 (UTC) |        |        | 31 janvier 2018 à Casablanca - 16h30 (UTC) | 31 janvier 2018 à Casablanca - 16h30 (UTC) | 31 janvier 2018 à Casablanca - 16h30 (UTC) | 31 janvier 2018 à Casablanca - 16h30 (UTC) |                                          |                                          | 4 février 2018 à Casablanca - 19h00 (UTC) | 4 février 2018 à Casablanca - 19h00 (UTC) | 4 février 2018 à Casablanca - 19h00 (UTC) | 4 février 2018 à Casablanca - 19h00 (UTC) |
|  | Maroc                                      | Maroc                                      | 2                                          | 2                                          |        |        | 31 janvier 2018 à Casablanca - 16h30 (UTC) | 31 janvier 2018 à Casablanca - 16h30 (UTC) | 31 janvier 2018 à Casablanca - 16h30 (UTC) | 31 janvier 2018 à Casablanca - 16h30 (UTC) |                                          |                                          | 4 février 2018 à Casablanca - 19h00 (UTC) | 4 février 2018 à Casablanca - 19h00 (UTC) | 4 février 2018 à Casablanca - 19h00 (UTC) | 4 février 2018 à Casablanca - 19h00 (UTC) |
|  | Maroc                                      | Maroc                                      | 2                                          | 2                                          |        |        | 31 janvier 2018 à Casablanca - 16h30 (UTC) | 31 janvier 2018 à Casablanca - 16h30 (UTC) | 31 janvier 2018 à Casablanca - 16h30 (UTC) | 31 janvier 2018 à Casablanca - 16h30 (UTC) |                                          |                                          | 4 février 2018 à Casablanca - 19h00 (UTC) | 4 février 2018 à Casablanca - 19h00 (UTC) | 4 février 2018 à Casablanca - 19h00 (UTC) | 4 février 2018 à Casablanca - 19h00 (UTC) |
|  | Namibie                                    | Namibie                                    | 0                                          | 0                                          |        |        | 31 janvier 2018 à Casablanca - 16h30 (UTC) | 31 janvier 2018 à Casablanca - 16h30 (UTC) | 31 janvier 2018 à Casablanca - 16h30 (UTC) | 31 janvier 2018 à Casablanca - 16h30 (UTC) |                                          |                                          | 4 février 2018 à Casablanca - 19h00 (UTC) | 4 février 2018 à Casablanca - 19h00 (UTC) | 4 février 2018 à Casablanca - 19h00 (UTC) | 4 février 2018 à Casablanca - 19h00 (UTC) |
|  | Namibie                                    | Namibie                                    | 0                                          | 0                                          | Maroc  | Maroc  | 3a. p.                                     | 3a. p.                                     |                                            |                                            |                                          |                                          | 4 février 2018 à Casablanca - 19h00 (UTC) | 4 février 2018 à Casablanca - 19h00 (UTC) | 4 février 2018 à Casablanca - 19h00 (UTC) | 4 février 2018 à Casablanca - 19h00 (UTC) |
|  | 28 janvier 2018 à Agadir - 19h30 (UTC)     |                                            |                                            |                                            | Maroc  | Maroc  | 3a. p.                                     | 3a. p.                                     |                                            |                                            |                                          |                                          | 4 février 2018 à Casablanca - 19h00 (UTC) | 4 février 2018 à Casablanca - 19h00 (UTC) | 4 février 2018 à Casablanca - 19h00 (UTC) | 4 février 2018 à Casablanca - 19h00 (UTC) |
|  |                                            |                                            | Libye                                      | Libye                                      | 1      | 1      |                                            |                                            |                                            |                                            |                                          |                                          | 4 février 2018 à Casablanca - 19h00 (UTC) | 4 février 2018 à Casablanca - 19h00 (UTC) | 4 février 2018 à Casablanca - 19h00 (UTC) | 4 février 2018 à Casablanca - 19h00 (UTC) |
|  | Congo                                      | Congo                                      | Libye                                      | Libye                                      | 1      | 1      | 1 (3)                                      | 1 (3)                                      |                                            |                                            |                                          |                                          | 4 février 2018 à Casablanca - 19h00 (UTC) | 4 février 2018 à Casablanca - 19h00 (UTC) | 4 février 2018 à Casablanca - 19h00 (UTC) | 4 février 2018 à Casablanca - 19h00 (UTC) |
|  | Congo                                      | Congo                                      | 31 janvier 2018 à Marrakech - 19h30 (UTC)  |                                            |        |        | 1 (3)                                      | 1 (3)                                      |                                            |                                            |                                          |                                          | 4 février 2018 à Casablanca - 19h00 (UTC) | 4 février 2018 à Casablanca - 19h00 (UTC) | 4 février 2018 à Casablanca - 19h00 (UTC) | 4 février 2018 à Casablanca - 19h00 (UTC) |
|  | Libye                                      | Libye                                      | 1 (5)                                      | 1 (5)                                      |        |        |                                            |                                            |                                            |                                            |                                          |                                          | 4 février 2018 à Casablanca - 19h00 (UTC) | 4 février 2018 à Casablanca - 19h00 (UTC) | 4 février 2018 à Casablanca - 19h00 (UTC) | 4 février 2018 à Casablanca - 19h00 (UTC) |
|  | Libye                                      | Libye                                      | 1 (5)                                      | 1 (5)                                      | Maroc  | Maroc  | 4                                          | 4                                          |                                            |                                            |                                          |                                          |                                           |                                           |                                           |                                           |
|  | 27 janvier 2018 à Marrakech - 19h30 (UTC)  |                                            |                                            |                                            | Maroc  | Maroc  | 4                                          | 4                                          |                                            |                                            |                                          |                                          |                                           |                                           |                                           |                                           |
|  |                                            |                                            | Nigeria                                    | Nigeria                                    | 0      | 0      |                                            |                                            |                                            |                                            |                                          |                                          |                                           |                                           |                                           |                                           |
|  | Zambie                                     | Zambie                                     | Nigeria                                    | Nigeria                                    | 0      | 0      | 0                                          | 0                                          |                                            |                                            |                                          |                                          |                                           |                                           |                                           |                                           |
|  | Zambie                                     | Zambie                                     |                                            |                                            |        |        |                                            |                                            |                                            |                                            |                                          |                                          |                                           |                                           |                                           |                                           |
|  | Soudan                                     | Soudan                                     | 1                                          | 1                                          |        |        |                                            |                                            |                                            |                                            |                                          |                                          |                                           |                                           |                                           |                                           |
|  | Soudan                                     | Soudan                                     | 1                                          | 1                                          | Soudan | Soudan | 0                                          | 0                                          | Match pour la troisième place              | Match pour la troisième place              | Match pour la troisième place            | Match pour la troisième place            |                                           |                                           |                                           |                                           |
|  | 28 janvier 2018 à Tanger - 16h30 (UTC)     |                                            |                                            |                                            | Soudan | Soudan | 0                                          | 0                                          | Match pour la troisième place              | Match pour la troisième place              | Match pour la troisième place            | Match pour la troisième place            |                                           |                                           |                                           |                                           |
|  |                                            |                                            | Nigeria                                    | Nigeria                                    | 1      | 1      |                                            |                                            | 3 février 2018 à Marrakech - 19h00 (UTC)   | 3 février 2018 à Marrakech - 19h00 (UTC)   | 3 février 2018 à Marrakech - 19h00 (UTC) | 3 février 2018 à Marrakech - 19h00 (UTC) |                                           |                                           |                                           |                                           |
|  | Nigeria                                    | Nigeria                                    | Nigeria                                    | Nigeria                                    | 1      | 1      | 2a. p.                                     | 2a. p.                                     | 3 février 2018 à Marrakech - 19h00 (UTC)   | 3 février 2018 à Marrakech - 19h00 (UTC)   | 3 février 2018 à Marrakech - 19h00 (UTC) | 3 février 2018 à Marrakech - 19h00 (UTC) |                                           |                                           |                                           |                                           |
|  | Nigeria                                    | Nigeria                                    |                                            |                                            |        |        |                                            | 2a. p.                                     |                                            |                                            | Libye                                    | Libye                                    | 1 (2)                                     | 1 (2)                                     |                                           |                                           |
|  | Angola                                     | Angola                                     | 1                                          | 1                                          |        |        |                                            |                                            |                                            |                                            | Libye                                    | Libye                                    | 1 (2)                                     | 1 (2)                                     |                                           |                                           |
|  | Angola                                     | Angola                                     | 1                                          | 1                                          | Soudan | Soudan | 1 (4)                                      | 1 (4)                                      |                                            |                                            |                                          |                                          |                                           |                                           |                                           |                                           |
|  |                                            |                                            |                                            |                                            |        |        |                                            |                                            |                                            |                                            |                                          |                                          |                                           |                                           |                                           |                                           |

### Quarts-de-finale
| 27 janvier 2018 | Maroc                    | 2 - 0   | Namibie | Stade Mohammed-V, Casablanca |                             |
| 16h30 (UTC)     | El Kaabi 37e · Saidi 54e | (1 - 0) |         | Arbitrage : Mahamadou Keita  | Arbitrage : Mahamadou Keita |
| 16h30 (UTC)     | Rapport                  |         |         | Arbitrage : Mahamadou Keita  | Arbitrage : Mahamadou Keita |

| 27 janvier 2018 | Zambie  | 0 - 1   | Soudan     | Grand stade de Marrakech, Marrakech |                                   |
| 19h30 (UTC)     |         | (0 - 1) | 31e Bakhit | Arbitrage : Bamlak Tessema Weyesa   | Arbitrage : Bamlak Tessema Weyesa |
| 19h30 (UTC)     | Rapport |         |            | Arbitrage : Bamlak Tessema Weyesa   | Arbitrage : Bamlak Tessema Weyesa |

| 28 janvier 2018 | Nigeria                       | 2 - 1 a. p. | Angola        | Stade Ibn-Batouta, Tanger |                         |
| 16h30 (UTC)     | Okpotu 90+1e · Okechukwu 109e | (0 - 0)     | 56e Vladimiro | Arbitrage : Sadok Selmi   | Arbitrage : Sadok Selmi |
| 16h30 (UTC)     | Rapport                       |             |               | Arbitrage : Sadok Selmi   | Arbitrage : Sadok Selmi |

| 28 janvier 2018 | Congo                              | 1 - 1 a. p.       | Libye                                               | Stade Adrar, Agadir                       |                                           |
| 19h30 (UTC)     | Makiesse 37e                       | (1 - 1)           | 15e Taher                                           | Arbitrage : Hamada El Moussa Nampiandraza | Arbitrage : Hamada El Moussa Nampiandraza |
| 19h30 (UTC)     | Rapport                            |                   |                                                     | Arbitrage : Hamada El Moussa Nampiandraza | Arbitrage : Hamada El Moussa Nampiandraza |
| 19h30 (UTC)     | Kibamba · Mboungou · Mouko · Rozan | Tirs au but 3 - 5 | Taktak · Khalleefah · Alaqoub · Al-Maghasi · Masaud | Arbitrage : Hamada El Moussa Nampiandraza | Arbitrage : Hamada El Moussa Nampiandraza |

### Demi-finales
| 31 janvier 2018 | Maroc                                   | 3 - 1 a. p. | Libye         | Stade Mohammed-V, Casablanca                   |                                                |
| 16h30 (UTC)     | El Kaabi 74e 97e · El Karti 117e (pen.) | (0 - 0)     | 86e Al Amaani | Spectateurs : 40 000 Arbitrage : Janny Sikazwe | Spectateurs : 40 000 Arbitrage : Janny Sikazwe |
| 16h30 (UTC)     | Rapport                                 |             |               | Spectateurs : 40 000 Arbitrage : Janny Sikazwe | Spectateurs : 40 000 Arbitrage : Janny Sikazwe |

| 31 janvier 2018 | Soudan  | 0 - 1   | Nigeria       | Grand stade de Marrakech, Marrakech |                             |
| 19h30 (UTC)     |         | (0 - 1) | 16e Okechukwu | Arbitrage : Malang Diedhiou         | Arbitrage : Malang Diedhiou |
| 19h30 (UTC)     | Rapport |         |               | Arbitrage : Malang Diedhiou         | Arbitrage : Malang Diedhiou |

### Match pour la troisième place
| 3 février 2018 | Libye                             | 1 - 1             | Soudan                                   | Grand stade de Marrakech, Marrakech |                               |
| 19h00 (UTC)    | Ablo 84e                          | (0 - 1)           | 8e Walaa Eldin                           | Arbitrage : Mehdi Abid Charef       | Arbitrage : Mehdi Abid Charef |
| 19h00 (UTC)    | Rapport                           |                   |                                          | Arbitrage : Mehdi Abid Charef       | Arbitrage : Mehdi Abid Charef |
| 19h00 (UTC)    | Taktak · Elhouni · Alaqoub · Ablo | Tirs au but 2 - 4 | M. El Tahir · A. El Tahir · Ahmed · Maaz | Arbitrage : Mehdi Abid Charef       | Arbitrage : Mehdi Abid Charef |

### Finale
| 4 février 2018 | Maroc                                        | 4 - 0   | Nigeria | Stade Mohammed-V, Casablanca                    |                                                 |
| 19h00 (UTC)    | Hadraf 44e 61e · El Karti 64e · El Kaabi 73e | (1 - 0) |         | Spectateurs : 38 000 Arbitrage : Bakary Gassama | Spectateurs : 38 000 Arbitrage : Bakary Gassama |
| 19h00 (UTC)    | Rapport                                      |         |         | Spectateurs : 38 000 Arbitrage : Bakary Gassama | Spectateurs : 38 000 Arbitrage : Bakary Gassama |

| CHAN 2018 : vainqueur Maroc 1er titre |

## Récompenses et statistiques

### Homme du match
| Groupe                        | Équipe 1               | Résultat               | Équipe 2               | Homme du match          |                        |
| Matchs du premier tour        | Matchs du premier tour | Matchs du premier tour | Matchs du premier tour | Matchs du premier tour  | Matchs du premier tour |
| ----------------------------- | ---------------------- | ---------------------- | ---------------------- | ----------------------- | ---------------------- |
| Groupe A                      | Maroc                  | 4–0                    | Mauritanie             | Abdelilah Hafidi        |                        |
| Groupe A                      | Guinée                 | 1–2                    | Soudan                 | Saifeldin Malik Bakhit  |                        |
| Groupe B                      | Côte d'Ivoire          | 0–1                    | Namibie                | Vetunuavi Hambira       |                        |
| Groupe B                      | Zambie                 | 3–1                    | Ouganda                | Lazarous Kambole        |                        |
| Groupe C                      | Libye                  | 3–0                    | Guinée équatoriale     | Saleh Al Taher          |                        |
| Groupe C                      | Nigeria                | 0–0                    | Rwanda                 | Djihad Bizimana         |                        |
| Groupe D                      | Angola                 | 0–0                    | Burkina Faso           | Vá                      |                        |
| Groupe D                      | Cameroun               | 0–1                    | Congo                  | Prestige Mboungou       |                        |
| Groupe A                      | Maroc                  | 3–1                    | Guinée                 | Ayoub El Kaabi          |                        |
| Groupe A                      | Soudan                 | 1–0                    | Mauritanie             | Omer Suleiman Koko      |                        |
| Groupe B                      | Côte d'Ivoire          | 0–2                    | Zambie                 | Augustine Mulenga       |                        |
| Groupe B                      | Ouganda                | 0–1                    | Namibie                | Lloyd Kazapua           |                        |
| Groupe C                      | Libye                  | 0–1                    | Nigeria                | Stephen Eze             |                        |
| Groupe C                      | Rwanda                 | 1–0                    | Guinée équatoriale     | Thierry Manzi           |                        |
| Groupe D                      | Angola                 | 1–0                    | Cameroun               | Vá                      |                        |
| Groupe D                      | Congo                  | 2–0                    | Burkina Faso           | Junior Makiesse         |                        |
| Groupe A                      | Soudan                 | 0–0                    | Maroc                  | Akram El Hadi Salim     |                        |
| Groupe A                      | Mauritanie             | 0–1                    | Guinée                 | Ibrahima Sory Sankhon   |                        |
| Groupe B                      | Ouganda                | 0–0                    | Côte d'Ivoire          | Kouamé N'Guessan        |                        |
| Groupe B                      | Namibie                | 1–1                    | Zambie                 | Teberius Lombard        |                        |
| Groupe C                      | Rwanda                 | 0–1                    | Libye                  | Elmutasem Abushnaf      |                        |
| Groupe C                      | Guinée équatoriale     | 1–3                    | Nigeria                | Dayo Ojo                |                        |
| Groupe D                      | Congo                  | 0–0                    | Angola                 | Francoeur Baron Kibamba |                        |
| Groupe D                      | Burkina Faso           | 1–1                    | Cameroun               | Wend-Panga Bambara      |                        |
| Matchs du tableau final       |                        |                        |                        |                         |                        |
| Quarts-de-finale              | Maroc                  | 2–0                    | Namibie                | Salaheddine Saidi       |                        |
| Quarts-de-finale              | Zambie                 | 0–1                    | Soudan                 | Mohamed Hashim          |                        |
| Quarts-de-finale              | Nigeria                | 2–1 (a.p.)             | Angola                 | Ikechukwu Ezenwa        |                        |
| Quarts-de-finale              | Congo                  | 1–1 (a.p.) (tab 3–5)   | Libye                  | Abdulrahman Khalleefah  |                        |
| Demi-finales                  | Maroc                  | 3–1 (a.p.)             | Libye                  | Ayoub El Kaabi          |                        |
| Demi-finales                  | Soudan                 | 0–1                    | Nigeria                | Gabriel Okechukwu       |                        |
| Match pour la troisième place | Libye                  | 1–1 (a.p.) (tab 2–4)   | Soudan                 | Muhannad El Tahir       |                        |
| Finale                        | Maroc                  | 4–0                    | Nigeria                | Zakaria Hadraf          |                        |

### Équipe-type
| Gardiens      | Défenseurs                            | Milieux                                                                          | Attaquants                    |
| ------------- | ------------------------------------- | -------------------------------------------------------------------------------- | ----------------------------- |
| Akram El Hadi | Omer Suliman Stephen Eze Badr Banoune | Solomon Ojo Walid El Karti Salaheddine Saidi Zakaria Hadraf Abdulrahman Ramadhan | Ayoub El Kaabi Saleh Al Taher |

### Classement des buteurs
9 buts
- Ayoub El Kaabi

3 buts
- Saleh Al Taher
- Augustine Mulenga

2 buts
| - Walid El Karti - Zakaria Hadraf - Junior Makiesse | - Gabriel Okechukwu - Anthony Okpotu - Walaa Eldin Musa | - Saif Tere - Lazarous Kambole |

1 but
| - Job - Vá - Mohamed Sydney Sylla - Patrick Moussombo - Carof Bakoua - Kader Bidimbou - Secundino Nsi - Saïdouba Bissiri Camara - Sékou Amadou Camara - Ibrahima Sory Sankhon | - Salem Ablo - Elmutasem Abushnaf - Zakaria Al Harash - Abdulrahman Khalleefah - Achraf Bencharki - Ismail Haddad - Salaheddine Saidi - Vetunuavi Hambira - Absalom Iimbondi - Panduleni Nekundi | - Rabiu Ali - Sunday Faleye - Dayo Ojo - Thierry Manzi - Omer Suleiman Koko - Derrick Nsibambi - Fackson Kapumbu |

### Meilleur joueur Total de la CHAN 2018
| Équipe | Joueur         |
| ------ | -------------- |
| Maroc  | Ayoub El Kaabi |

## Aspects socio-économiques

### Sponsoring
En juillet 2016, Total a annoncé avoir passé un accord de sponsoring avec la Confédération africaine de football. Total sera désormais le « sponsor titre » des compétitions organisées par la CAF. L’accord vaut pour les huit années suivantes, soit jusqu'en 2024, et concernera les dix principales compétitions organisées par la CAF.